# Zaglossus
Zaglossus, conhecido popularmente como equidnas-de-bico-longo, ou zaglossos, é um gênero animal da família Tachyglossidae endêmico das ilhas de Nova Guiné e Salawati. Existe um registro fóssil na Austrália, do Pleistoceno Superior, referente à espécie Zaglossus hacketti. Recentemente, taxonomistas elevaram o táxon Megalibgwilia a gênero próprio.

## Espécies
- Zaglossus attenboroughi Flannery e Groves, 1998
- Zaglossus bartoni Thomas, 1907
- Zaglossus bruijni (Peters e Doria, 1876)
- †Zaglossus hacketti (Glauert, 1914)
- †Zaglossus harrisoni Scott e Lord, 1922[a]